# Viola chenevardii
Viola chenevardii är en violväxtart som beskrevs av Wilhelm Becker. Viola chenevardii ingår i släktet violer, och familjen violväxter. Inga underarter finns listade i Catalogue of Life.